# Mount Bischoff
Mount Bischoff är ett berg i Australien. Det ligger i regionen Waratah/Wynyard och delstaten Tasmanien, i den sydöstra delen av landet, omkring 220 kilometer nordväst om delstatshuvudstaden Hobart. Toppen på Mount Bischoff är 771 meter över havet, eller 192 meter över den omgivande terrängen. Bredden vid basen är 1,7 km.
Trakten runt Mount Bischoff är nära nog obefolkad, med mindre än två invånare per kvadratkilometer.. Närmaste större samhälle är Waratah, nära Mount Bischoff. 
I omgivningarna runt Mount Bischoff växer i huvudsak städsegrön lövskog. Genomsnittlig årsnederbörd är 2 259 millimeter. Den regnigaste månaden är augusti, med i genomsnitt 312 mm nederbörd, och den torraste är januari, med 91 mm nederbörd.